# Jordanoleiopus fuscomaculatus
Jordanoleiopus fuscomaculatus es una especie de escarabajo longicornio del género Jordanoleiopus, tribu Acanthocinini, familia Cerambycidae. Fue descrita científicamente por Breuning en 1957.

## Distribución
Se distribuye por República de Sudáfrica.

## Descripción
La especie mide 3 milímetros de longitud. El período de vuelo ocurre en el mes de octubre.